# Биттнер, Бодо
Бодо Биттнер (нем. Bodo Bittner, 5 февраля 1940, Берлин — 23 сентября 2012) — западногерманский бобслеист, разгоняющий, выступавший за сборную ФРГ в конце 1970-х годов. Бронзовый призёр зимних Олимпийских игр 1976 года в Инсбруке, обладатель серебряной медали чемпионата Европы.

## Биография
Бодо Биттнер родился 5 февраля 1940 года в Берлине. С ранних лет полюбил спорт, позже увлёкся бобслеем и, пройдя отбор в национальную команду ФРГ, в качестве разгоняющего начал выступать на крупнейших международных соревнованиях. Уже в 1976 году со своей четвёркой взял серебро на европейском первенстве, благодаря чему закрепился в основном составе команды.
Показав неплохие результаты, удостоился права защищать честь страны на Олимпийских играх 1976 года в Инсбруке, где в составе четырёхместного экипажа, куда также вошли пилот Вольфганг Циммерер с разгонящими Петером Уцшнайдером и Манфредом Шуманом, завоевал бронзовую медаль.
Несмотря на то, что с тех пор Бодо Битнер никогда больше не призывался на Олимпийские игры, в течение нескольких лет он продолжал выступать на высоком уровне, но уже не так ярко. В начале 1980-х годов понял, что не может конкурировать с молодыми немецкими бобслеистами, поэтому принял решение завершить карьеру профессионального спортсмена.